# Rachel Fattal
Rachel Fattal (* 10. Dezember 1993 in Los Alamitos, Kalifornien) ist eine Wasserballspielerin aus den Vereinigten Staaten. Sie gewann bis 2021 zwei Titel bei Olympischen Spielen und drei Titel bei Panamerikanischen Spielen sowie fünf Weltmeistertitel.

## Sportliche Karriere
Die 1,73 m große Halbspielerin Rachel Fattal unterlag bei den Weltmeisterschaften 2013 in Barcelona mit dem US-Team im Viertelfinale den Spanierinnen und belegte letztlich den fünften Platz. 2015 siegte das US-Team bei den Panamerikanischen Spielen in Toronto. Direkt im Anschluss fanden in Kasan die Weltmeisterschaften 2015 statt. Die Mannschaft aus den Vereinigten Staaten gewann den Titel durch ein 5:4 im Finale gegen die niederländische Mannschaft. Bei den Olympischen Spielen 2016 in Rio de Janeiro traf das US-Team im Finale auf die Italienerinnen und siegte mit 12:5, Fattal erzielte im Finale zwei Treffer.
2017 bei den Weltmeisterschaften in Budapest trafen die US-Spielerinnen im Finale auf die Spanierinnen und siegten mit 13:6. Zwei Jahre später bei den Weltmeisterschaften 2019 in Gwangju traf das US-Team im Finale erneut auf die Spanierinnen, diesmal gewannen die Amerikanerinnen mit 11:6. Unmittelbar im Anschluss an die Weltmeisterschaften siegten die frischgebackenen Weltmeisterinnen auch bei den Panamerikanischen Spielen 2019 in Lima. Bei den 2021 ausgetragenen Olympischen Spielen in Tokio trafen die Mannschaften aus den Vereinigten Staaten und aus Spanien einmal mehr im Finale aufeinander, die Amerikanerinnen siegten mit 14:5. Rachel Fattal spielte im Finale die komplette Spielzeit durch und erzielte ein Tor.
In den nächsten Jahren siegte das US-Team bei den Weltmeisterschaften 2022 und 2024 sowie bei den Panamerikanischen Spielen 2023. Lediglich bei der Weltmeisterschaft 2023 verlor die Mannschaft im Viertelfinale gegen die Italienerinnen und wurde nach den Platzierungsspielen Fünfte. Bei den Olympischen Spielen 2024 in Paris siegte die Mannschaft im Viertelfinale gegen die Ungarinnen. Nach einer Halbfinalniederlage gegen die Australierinnen verlor das US-Team das Spiel um Bronze gegen die Niederländerinnen. Fattal warf im Match um Bronze ein Tor.